# Leonardo Alenza y Nieto
Leonardo Alenza y Nieto (Madrid, 6 novembre 1807 – Madrid, 30 giugno 1845) è stato un pittore e illustratore spagnolo.
Alunno di Juan Rivera, fu un imitatore di Goya, al punto che diversi suoi dipinti furono scambiati per quadri di Rivera erroneamente. Fu un esponente del costumbrismo.
Alenza rivela una certa ironia e un discreto sarcasmo nel descrivere il suicidio e l'amore.

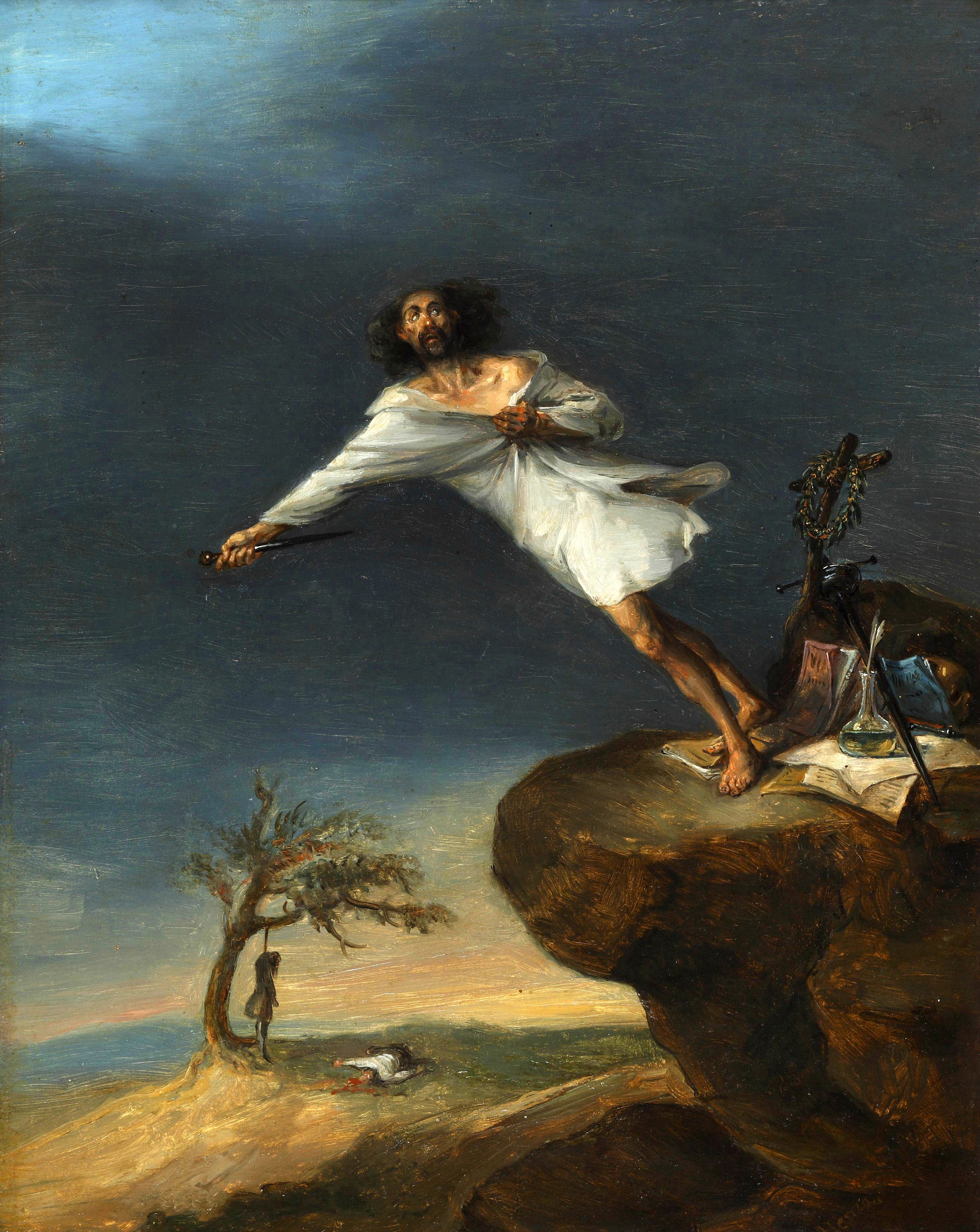
Il suicida romantico

## Galleria d'immagini

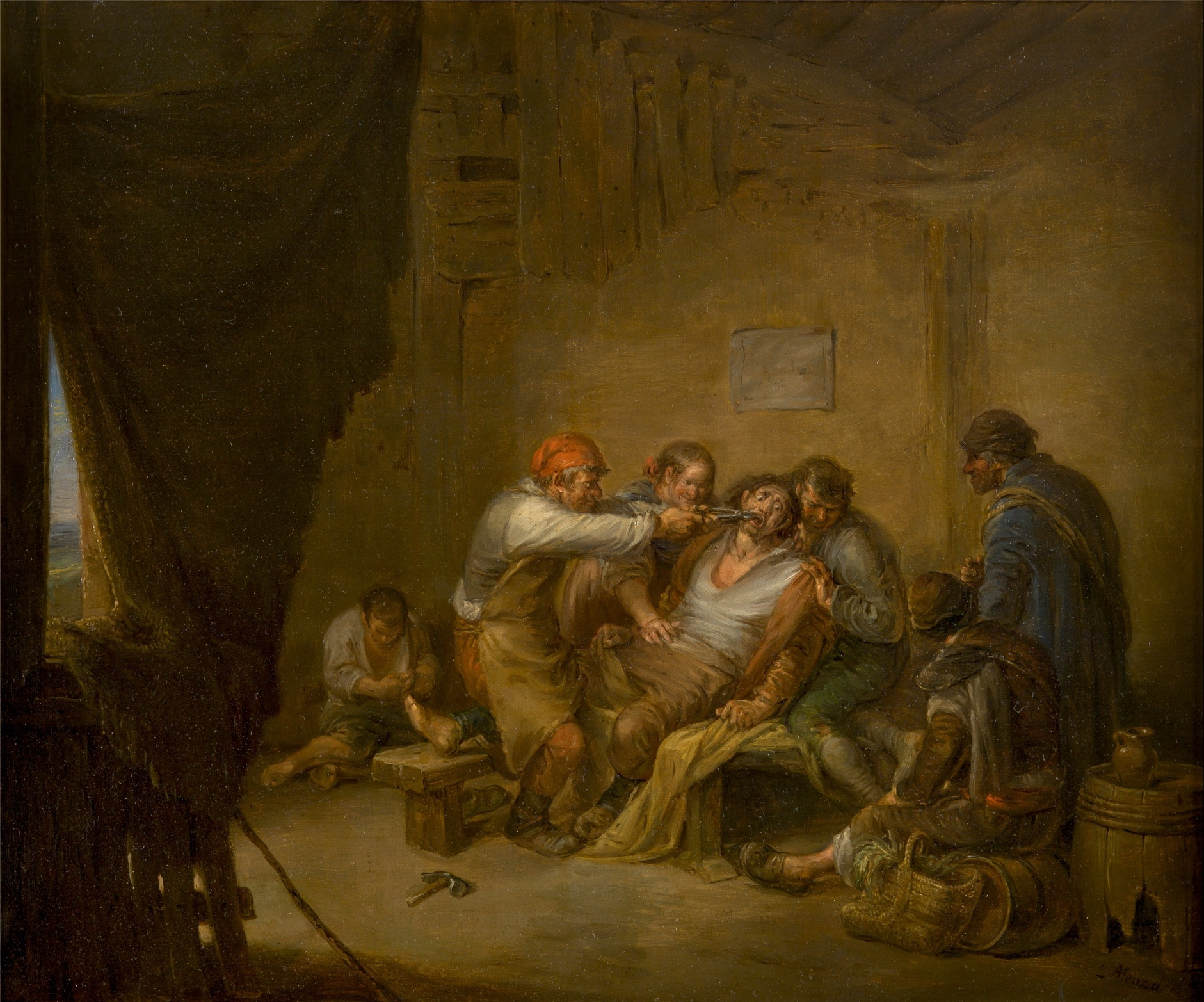
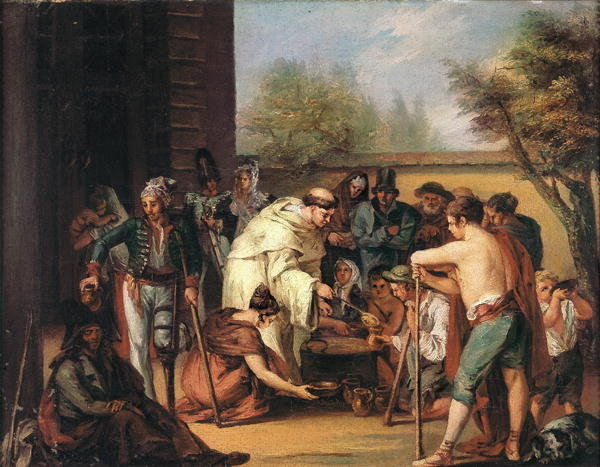
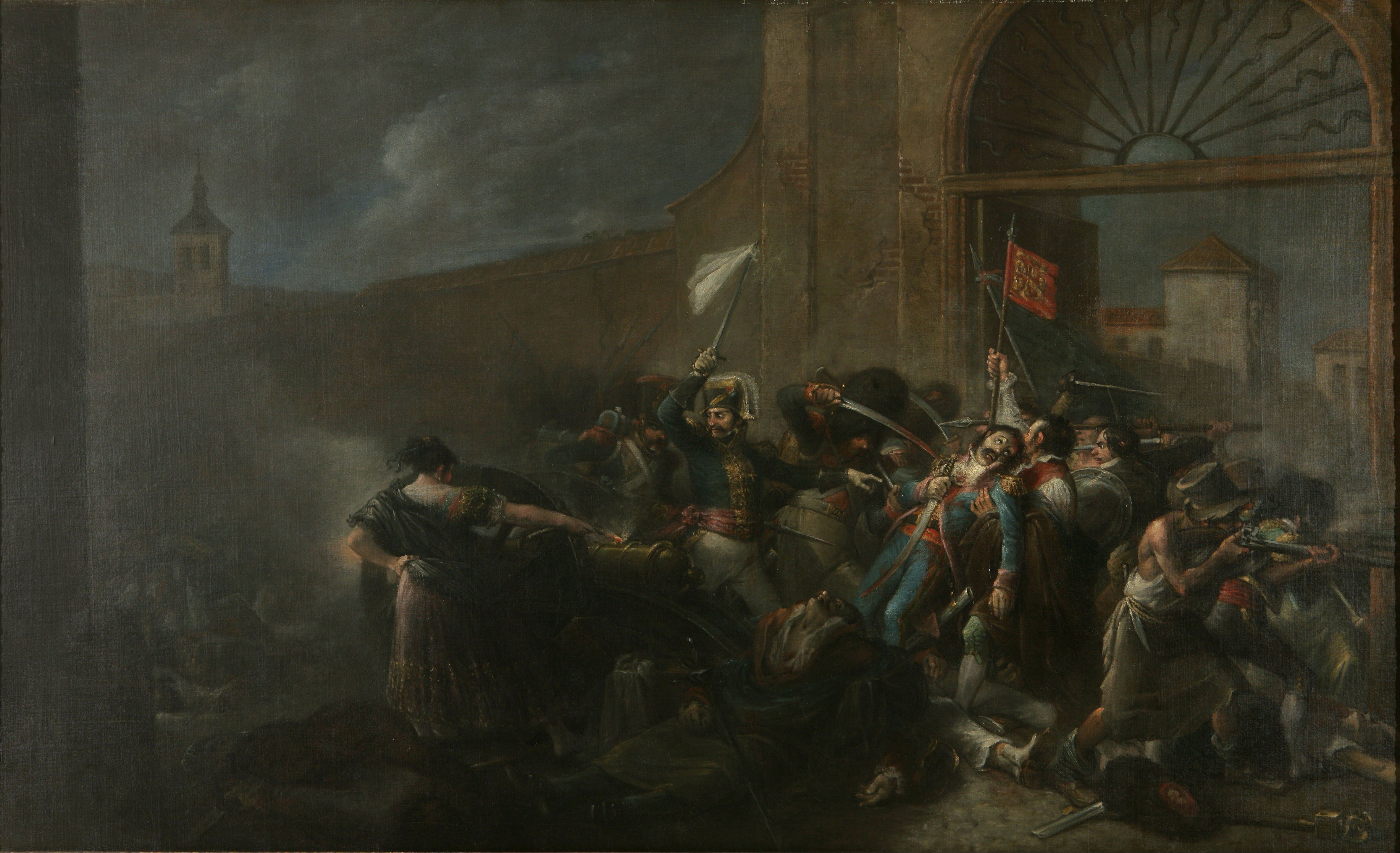
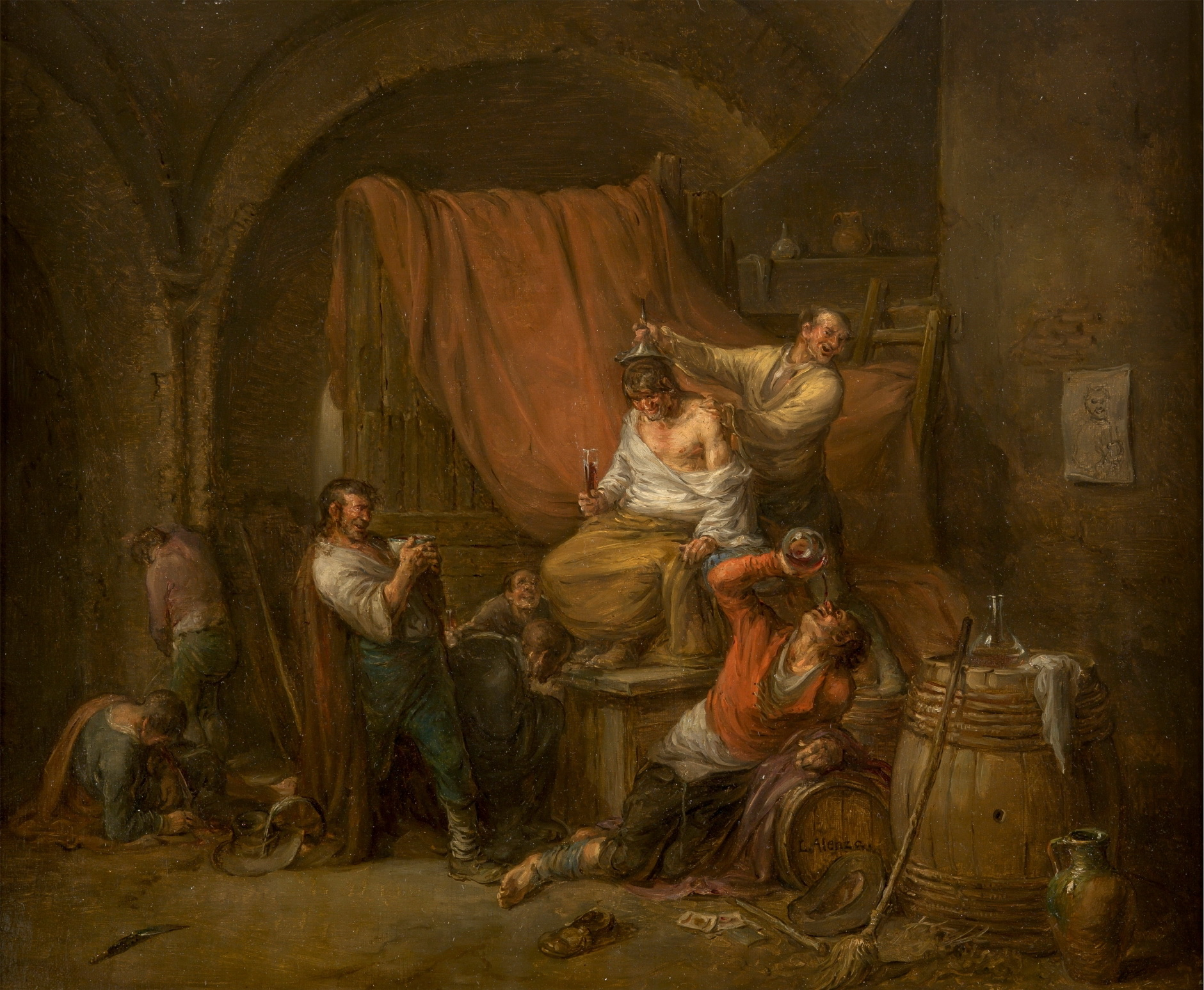